# Bongo Island
Bongo Island ist eine Insel im Süden der Philippinen im Golf von Moro. Sie liegt etwa 20 km nordwestlich der Küstenstadt Cotabato City im Westen der Insel Mindanao.

## Verwaltung
Die Insel gehört zur Gemeinde Parang in der philippinischen Provinz Maguindanao del Norte.